# 世界文化社
株式会社世界文化社（せかいぶんかしゃ）は、日本の出版社である。
本項では、持株会社である株式会社世界文化ホールディングス、グループ会社である株式会社世界文化ブックス、株式会社世界文化ワンダーグループについても記述する。

## 略歴
鈴木郁三が1946年（昭和21年）2月、前身の株式会社世界文化画報社を設立、1954年（昭和29年）11月、株式会社世界文化社（初代）が設立された。2019年4月1日に子会社株式会社プレミアム旅行社を設立に旅行事業に参入。
2020年4月に持株会社制へ移行。株式会社世界文化社（初代）は株式会社世界文化ホールディングスへ商号変更。事業は新設分割で設立した株式会社世界文化社（2代）、株式会社Begin、株式会社世界文化リテイリング、株式会社世界文化ワンダークリエイト、株式会社世界文化ワンダー販売、株式会社世界文化ライフケアの6社が承継した。世界文化社（2代）が手掛けていた児童書・コミック事業・PR事業は2021年4月1日付で株式会社世界文化ブックスへ移管された。
2023年3月に株式会社世界文化ワンダーグループを設立。2023年4月に株式会社世界文化ワンダー販売を株式会社ワンダーネットワークへ商号変更。2023年4月に株式会社世界文化ワンダークリエイトと株式会社世界文化ライフケアが合併し株式式会社ワンダーウェルネスへ商号変更。株式会社ワンダーネットワークと株式式会社ワンダーウェルネスが株式会社世界文化ワンダーグループの子会社へ異動。2023年4月に株式会社世界文化リテイリングを株式会社家庭画報ビジネスパートナーズへ商号変更。株式会社家庭画報ビジネスパートナーズが株式会社世界文化社の子会社へ異動。
2023年4月に株式会社世界文化ブックスを株式会社世界文化社に統合。
2024年8月に株式会社世界文化インターナショナルを設立。
2025年4月に株式会社世界文化社を存続会社として、株式会社家庭画報ビジネスパートナーズと株式会社Beginの3社を統合。株式会社世界文化ワンダーグループ、を存続会社として、株式会社ワンダーウェルネス、株式会社ワンダーネットワークの3社を統合。

## 定期刊行物
各雑誌の発行元についてはグループ企業を参照。

### ファッション・カルチャー
女性向け
- 家庭画報（毎月1日発売）
- LaLa Begin（奇数月12日発売）
- きものサロン（ムック・年2回刊）

男性向け
- MEN'S EX（年4回刊）
- Begin（毎月16日発売）
- 時計Begin（年4回刊）
  - 眼鏡Begin、時計Beginなどの増刊ムックも2〜3ヶ月に1回の頻度で発売されている。

保育雑誌
- PriPri（毎月1日発売・年13回刊（特別号含む））
- PriPriパレット（ムック・偶数月1日発売・年6回刊）

介護情報誌
- へるぱる（ムック・偶数月1日発売・隔月刊）
- レクリエ（ムック・偶数月1日発売・隔月刊）

### 過去に刊行していた雑誌

#### ファッション誌
- GRACE
- ミス家庭画報 → MISS → MISS plus+
- GOLD
- KIE（家庭画報国際版・KATEIGAHO INTERNATIONAL EDITION）

#### パズル誌
- ナンプレファン
- ナンクロ
- クロスワードファン
- 漢字塾
- クロスワードレディース
- お絵かきロジック
- スケルトンファン
- TVクロスワード
- アロークロスファン
- パズラー
- パズラー別冊・パズロム

#### 週刊分冊百科
- 週刊日本の伝説を旅する（全30巻）
- 週刊ビジュアル三国志（全50巻）
- ふるさとの民話（全30巻）
- 週刊日本の古典を見る（全30巻）

#### その他雑誌
- ニコニココミック（漫画雑誌、1986年7月 - 1987年2月刊行）[13]

## 書籍

### 文芸・エッセイ
- IKKO「IKKO 女の法則」「脱・コンプレックス」
- 星野仙一「星野流」「改訂版 星野流」
- ビジュアル版日本の古典に親しむ（全15巻）
- ビジュアル版日本の歴史を見る（全10巻）
- 三浦哲郎「恩愛」
- 大岡信「瑞穂の国うた」
- 安岡章太郎「観自在」
- 白洲正子「余韻を聞く」「風姿抄」
- 田辺聖子「一葉の恋」「おいしいものと恋のはなし」「歳月がくれるもの まいにち、ごきげんさん」「ナンシー関の名言・予言」「市川染五郎 人生いろいろ染模様」「歩いて行く二人 岸惠子 吉永小百合」「水丸劇場」
- 高橋順子「草しずく」
- 辻邦生「風雅集」
- 婁正綱「心のことば」
- 小手鞠るい「エンキョリレンアイ」
- 佐伯紅緒「エンドレス・ワールド」
- 平山瑞穂「シュガーな俺」
- 今森光彦「里山のことば」
- 西村玲子「おしゃれの基本帖」
- 久米宏・久米麗子「ミステリアスな結婚」
- 久米宏 「久米宏です。ニュースステーションはザ・ベストテンだった」他

### 料理MOOK
「クイーン・アリスの永久保存レシピ」「改訂版 今晩のおかず選び」「デリシャスBOOKSシリーズ」「一流シェフのとっておきシリーズ」「お料理レッスン 基本と定番」

### 趣味・実用書
「特選実用ブックスシリーズ」「お茶のおけいこシリーズ」「家庭画報特選 HOME IDEASシリーズ」「もっとキレイなれる 髪形ファイル8」「キレイな大人髪カタログ」「いざというとき困らない きものの装い決定版」「振袖大好き！」「茶席のきものQ&A」「大人のぬりえ アンティークきもの文様」「花をいける、飾る」「毎日が開運日になる 李家幽竹の花風水カレンダー2007」「クライ・ムキの子供のフォーマル服」「家庭画報が選ぶ和菓子435選」

### 幼児・児童書
司馬遼太郎「二十一世紀に生きる君たちへ」、「ふしぎだな？ブックシリーズ」、「ワンダーおはなし絵本シリーズ」、「しろくまアマデウスシリーズ」、「ディズニーはじめての知育えほん」、「布絵本シリーズ」、「おはなし大好きかるた」、「まちがいさがしえほんシリーズ」、「ドレミファブック」
月刊誌「ワンダーブック」「ワンダーえほん」「ワンダーランド」「ワンダー民話館」「ワンダー名作館」「おはなしワンダー」「かがくプレイらんど」

### 豪華本・図鑑
「紅心 小堀宗慶の世界」、今森光彦「湖辺」、「京都・瓢亭　懐石と器のこころ」、「増補改訂 決定版 熱帯魚大図鑑」、「改訂新版 世界文化 生物大図鑑（全8巻）」

### コミック
ROMAN COMICS「続戦国自衛隊（全8巻）」、「三国志（全5巻）」、アリババコミックス「碧の孤狼」、「帝国の決断」、「8月19日の戦争」、「風林火山」、「がむしゃら」、「ロマンコミックス 人物日本の女性史（全30巻/1986年/絶版）」

## Webメディア
- 家庭画報.com
- コミックカルラ

## その他
- 1978年、中国の鄧小平副首相（当時）が訪日した際、ロッキード事件の渦中にいた田中角栄の私邸を訪問した。鄧小平が田中に硯と筆を贈ると、田中は返礼として世界文化社の書籍「いけばな」を同行した夫人らに贈った[14]。